# حاملة الطائرات لياونينغ
حاملة الطائرات لياونينغ (بالصينية: 辽宁舰 ؛ بينيين: Liáoníng Jiàn) هي أول حاملة طائرات تخدم في البحرية الصينية. حيث صُنفت في البداية كسفينة تدريب لتمكين البحرية من اكتساب الخبرة في عمليات تشغيل حاملات الطائرات. أعلنت وسائل الإعلام الصينية في أواخر 2018م أن السفينة ستتحول إلى دور قتالي في 2019م بعد خضوعها للترقيات والتدريبات الإضافية.
يعود أصل السفينة إلى عام 1985م عندما بدأ بناؤها للبحرية السوفيتية تحت اسم ريغا من فئة كوزنتسوف، ثم أُطلقت في 4 ديسمبر 1988م وأعيد تسميتها إلى فارياج عام 1990م. توقف البناء بعد تفكك الاتحاد السوفيتي عام 1991م، وتم بيع الهيكل العاري لأوكرانيا عام 1998م. اشترتها الصين في 1998م وأعادت بنائها ودخلت الخدمة في البحرية الصينية تحت اسم لياونينغ في 25 سبتمبر 2012م وصنفت ضمن طراز 001. في نوفمبر 2016م، أعلن المفوض السياسي للحاملة، العميد بحري لي دونج يو، أن السفينة جاهزة للقتال.

## صور

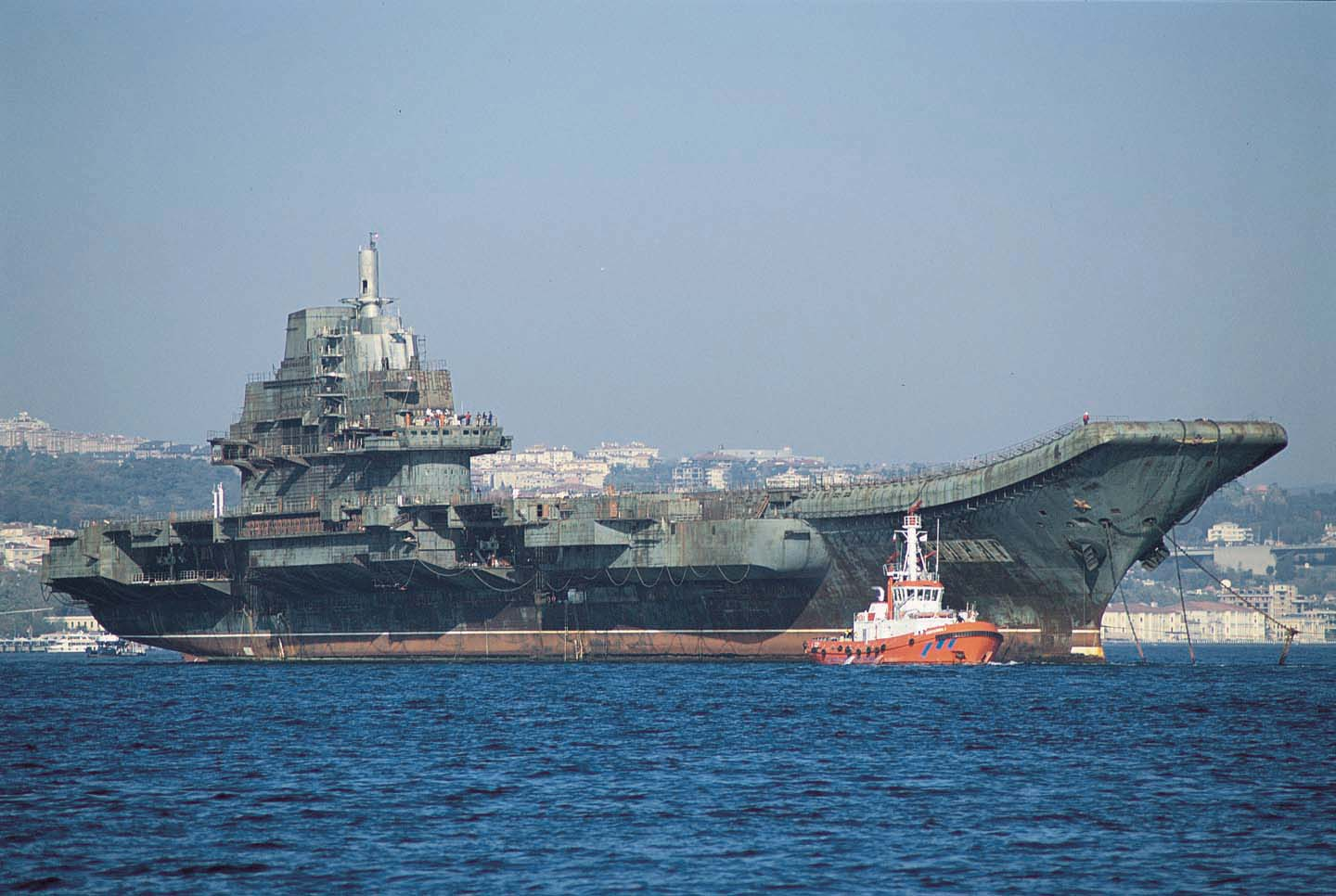
السفينة تحت إسم فارياج في إسطانبول خلال نقلها للصين عام ٢٠٠١م.
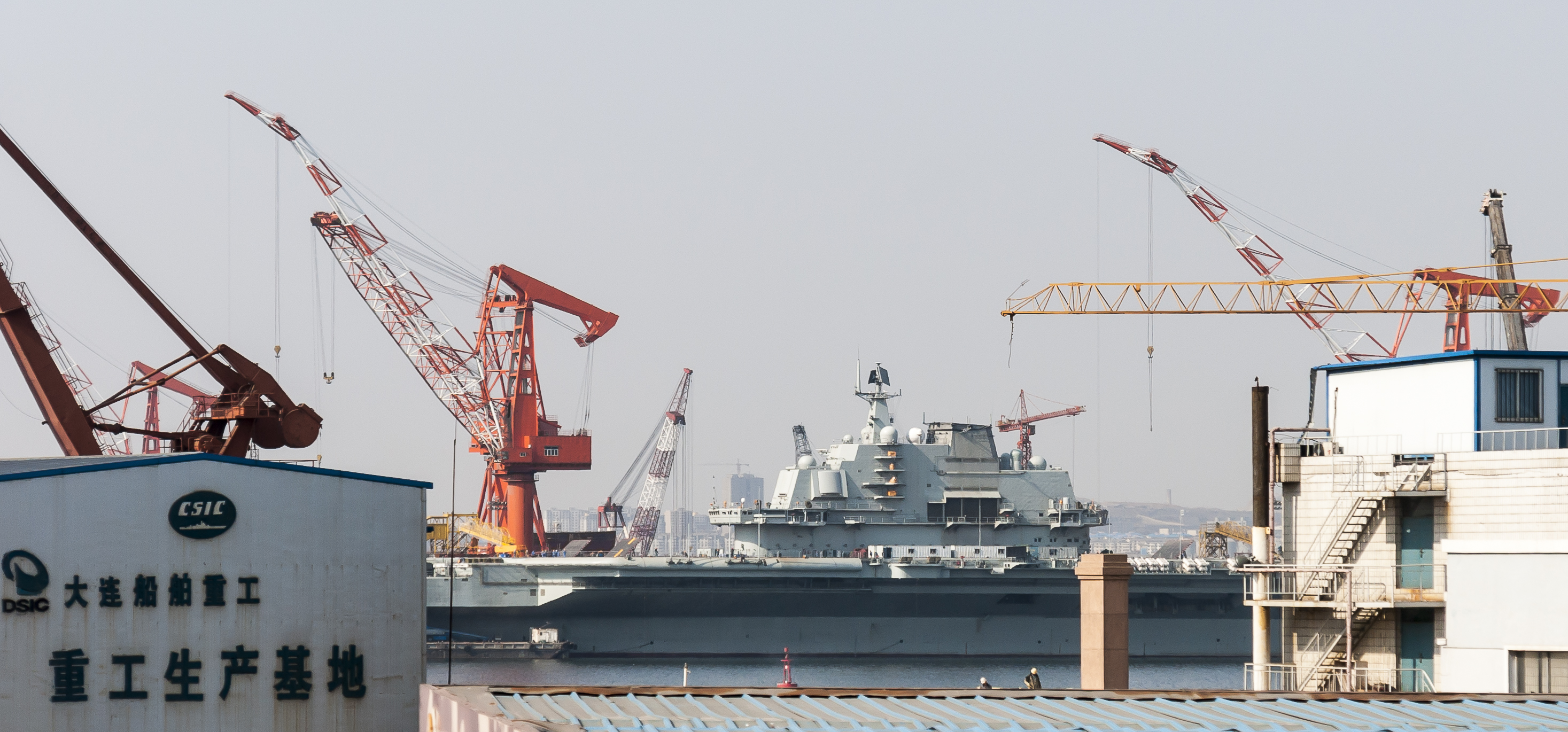
لياونينغ في حوض بناء السفن في داليان، الصين عام ٢٠١٢م.
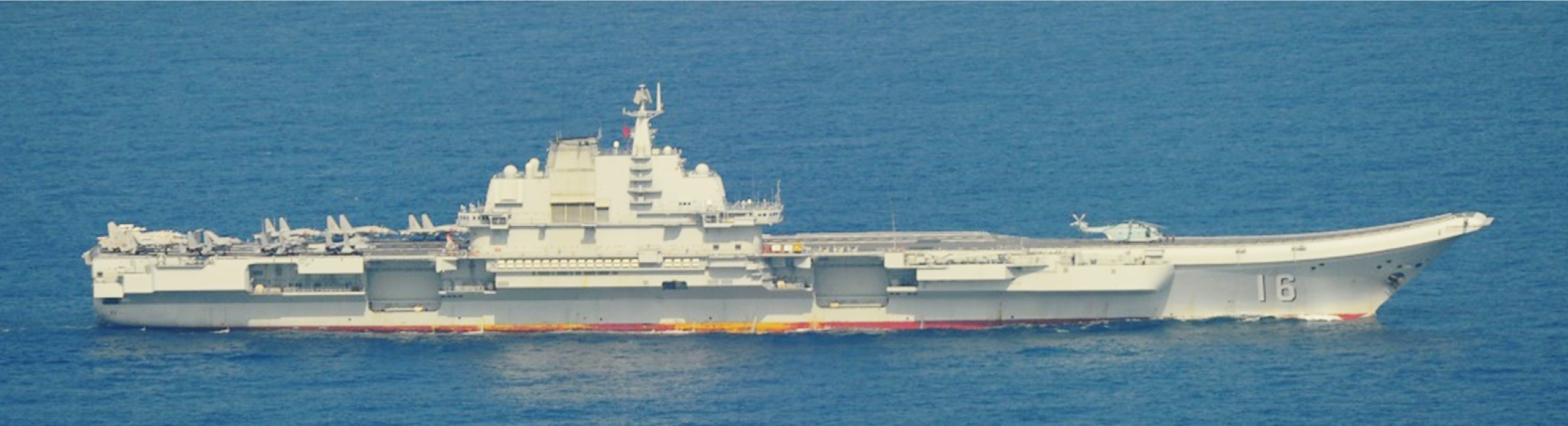
لياونينغ عام ٢٠١٨م.
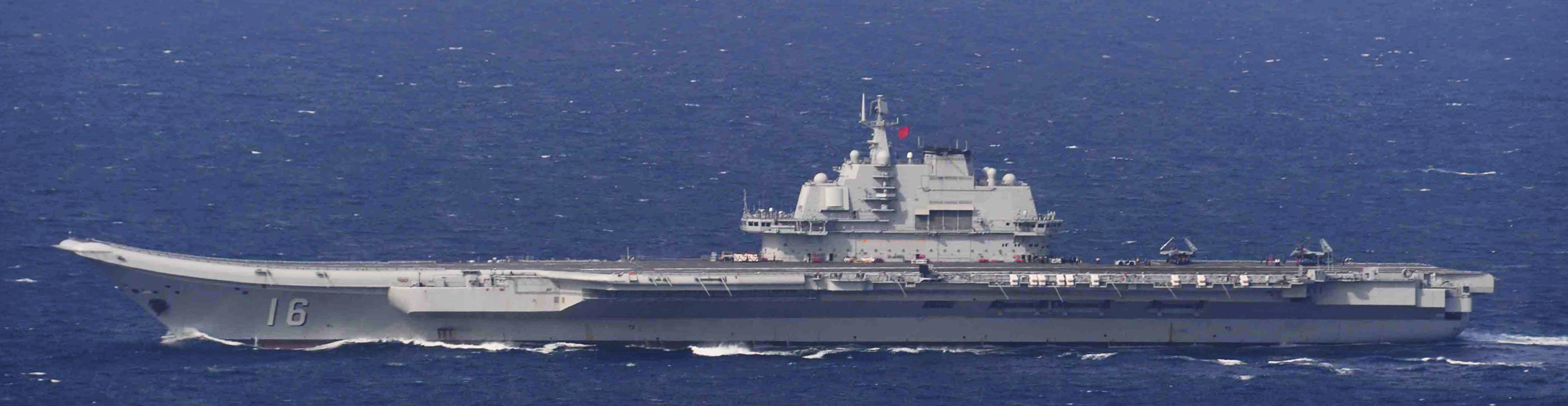
ميسرة لياونينغ في بحر الصين الشرقي عام ٢٠٢٠م.
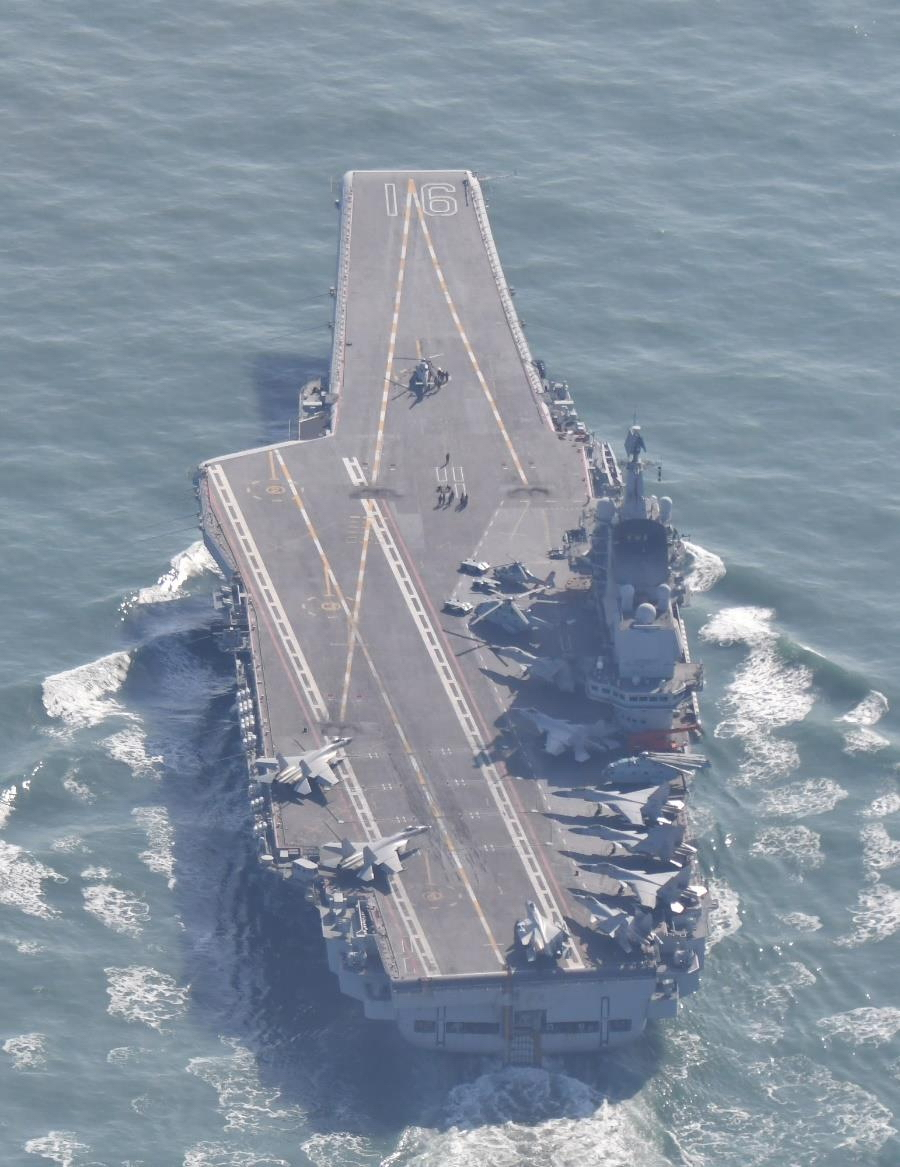
صورة جوية من مؤخرة لياونينغ في عام ٢٠٢٢م.